# Vuelta a Aragua 2012
La 16 edición de la Vuelta a Aragua se disputó desde el 28 de junio hasta el 1 de julio de 2012. La competición ciclista fue el evento antesala a la Vuelta a Venezuela.
El recorrido contó con 4 etapas y 473 km, transitando por ciudades y pueblos del estado Aragua, comenzando el día 28 de junio con un circuito en la Av. Principal de la Urb. Caña de Azúcar de Maracay y finalizó el domingo 1 de julio con un Circuito en la Av. Las Delicias y Av. Casanova Godoy, frente a la Gobernación del estado Aragua.
El ganador fue Jonathan Monsalve, siendo escoltado en el podio por Fredyy Vargas y Daniel Abreu.

## Equipos participantes
Participaron 22 equipos conformados por entre 6 y 8 corredores. Distintas representaciones de gobiernos regionales, selecciones estadales, fundaciones y un equipo extranjero, iniciando la carrera 160 ciclistas.
| - Lotería del Táchira - Kino Táchira - Gobernación del Zulia - Gobernación de Carabobo - Gobernación de Aragua - Laboratorio Las Bicicletas - Alcaldía de Iribarren - Cafetín La Mina - Café Flor de Patria - Fundadeporte Carabobo - Fundación Rubén Rángel - Fundación José Gregorio Hernández - Fundación Nelson Cabrera - Selección del Ejército - Fegaven - Selección del estado Aragua - Boutique del Ciclismo - Selección del Distrito Capital - Selección del estado Anzoategui - Selección del estado Monagas - Selección del estado Miranda - Selección del estado Mérida - Selección del estado Falcón - Selección del estado Guárico | - Androni Giocatolli Venezuela |

## Etapas
| Etapa | Fecha       | Recorrido                                    | Km  | Ganador           | Líder             |
| 1ª    | 28 de junio | Circuito en el norte de Maracay              | 72  | Jesús Pérez       | Jesús Pérez       |
| 2ª    | 29 de junio | San Sebastián - Barbacoas - San Sebastián    | 190 | Jonathan Monsalve | Jonathan Monsalve |
| 3ª    | 30 de julio | Cagua - San Juan de los Morros - La Victoria | 115 | Xavier Quevedo    | Jonathan Monsalve |
| 4ª    | 1 de julio  | Circuito en el centro de Maracay             | 96  | Gil Cordovés      | Jonathan Monsalve |

## Clasificaciones

### Clasificación general
| Posición | Ciclista          | Equipo                           | Tiempo     |
| 1º       | Jonathan Monsalve | Androni Giocatolli-Venezuela     | 10:44:35   |
| 2º       | Fredyy Vargas     | Lotería del Táchira              | + 00:00:03 |
| 3º       | Daniel Abreu      | Selección del Ejército - Fegaven | + 00:00:05 |
| 4º       | Richard Ochoa     | Gobernación de Carabobo          | + 00:00:07 |
| 5º       | Miguel Ubeto      | Androni Giocatolli-Venezuela     | + 00:02:11 |

### Clasificación por puntos
| Posición | Ciclista        | Equipo                | Puntos |
| 1º       | Gil Cordovés    | Gobernación del Zulia | 79     |
| 2º       | Xavier Quevedo  | Gobernación del Zulia | 68     |
| 3º       | Randal Figueroa | Fundadeporte Carabobo | 63     |

### Clasificación Sub-23
| Posición | Ciclista       | Equipo                           | Tiempo    |
| 1º       | José García    | Café Flor de Patria              | 10:44:53  |
| 2º       | José Marquez   | Selección del Ejército - Fegaven | +00:00:17 |
| 3º       | Xavier Quevedo | Gobernación del Zulia            | +00:00:57 |

### Clasificación por equipos
| Posición | Equipo                       | Tiempo    |
| 1º       | Androni Giocatolli Venezuela | 32:14:11  |
| 2º       | Kino Táchira                 | +00:00:14 |
| 3º       | Lotería del Táchira          | +00:00:22 |